# E-Government
Unter E-Government (von englisch Electronic Government, deutsch „E-Regierung, E-Verwaltung, eGovernment, digitale Verwaltung“) ist der Anglizismus für eine Sonderform des E-Business, welche die Vereinfachung, Durchführung und Unterstützung von Geschäftsprozessen zur Information, Kommunikation und Transaktion innerhalb und zwischen der öffentlichen Verwaltung und sonstigen öffentlichen Einrichtungen sowie zwischen diesen Institutionen und anderen Wirtschaftssubjekten durch den Einsatz von digitalen Informations- und Kommunikationstechnologien (IKT) zum Inhalt hat. Mit der Einführung von MitID und dem Vorgängersystem gibt es bspw. in Dänemark heute praktisch keinen Briefverkehr und praktisch keine Behördengänge mehr.

## Allgemeines
Als Wirtschaftssubjekte kommen neben dem Staat auch Bürger, Unternehmen und andere Personenvereinigungen in Betracht. Diese Wirtschaftssubjekte sollen mit Hilfe
elektronischer Medien in das Verwaltungshandeln integriert werden. Dabei können die Geschäftsbeziehungen zwischen einzelnen Wirtschaftssubjekten wie folgt systematisiert werden:
| Wirtschaftssubjekt    | Privathaushalte Beispiel                                  | Unternehmen Beispiel                        | öffentliche Haushalte Beispiel                            |
| --------------------- | --------------------------------------------------------- | ------------------------------------------- | --------------------------------------------------------- |
| Privathaushalte       | Consumer-to-Consumer Tauschbörsen wie eBay                | Consumer-to-Business Aufträge, Bestellungen | Consumer-to-Administration Steuererklärung, Melderegister |
| Unternehmen           | Business-to-Consumer Lieferung von Waren im Versandhandel | Business-to-Business Interbankenhandel      | Business-to-Administration Lohnsteueranmeldung            |
| öffentliche Haushalte | Administration-to-Consumer Gebührenbescheid               | Administration-to-Business Außenprüfung     | Administration-to-Administration Amtshilfe                |

Auf diese Weise ergeben sich neun Kombinationen von Geschäftsfeldern.

## Vorteile von E-Government
Bürger können leichter mit den Behörden in Kontakt treten und profitieren von der rund um die Uhr erreichbaren Information sowie erweiterten Kommunikationsmöglichkeiten. Zeitaufwendige Wege entfallen und gleichzeitig werden Abläufe vereinfacht und automatisiert, so dass mehr Kapazitäten für Sonderfälle zur Verfügung stehen. Gleichzeitig wird die Transparenz der Behörde erhöht, da einzelne Bearbeitungsschritte oder Informationswege besser erkennbar werden (Eindämmung der Korruption). Dadurch, dass dem Bürger Informationen leichter zugänglich sind, wird der politische Willensbildungsprozess unterstützt und eine intensivere Beteiligung erreicht, beispielsweise bei Online-Wahlen.
Auch für die Wirtschaft innerhalb der Europäischen Union ergeben sich durch E-Government entscheidende Vorteile. Es wird geschätzt, dass Unternehmen mit 2.000 Mitarbeitern rund 365 Personaltage investieren, um sowohl Anträge als auch Daten bei Behörden einzureichen. Der hohe Bürokratieaufwand zeigt sich denn auch infolge der hohen Zahl der Verwaltungskontakte die mit 130 deutlich über denen der Bürger liegen. Durch die Effektivierung und Beschleunigung von Behördengängen wird von großen Einsparungen ausgegangen. Dies stärkt sowohl die einzelnen Unternehmen, als auch den gesamten europäischen Wirtschaftsraum im internationalen Konkurrenzkampf. Außerdem werden durch die ständig verfügbaren Behördendienste Warenverkehrsfreiheit und Niederlassungsfreiheit gefördert und unterstützt.

## Nachteile von E-Government
Neben den oben genannten Vorteilen hat E-Government auch Nachteile. Dabei muss zwischen Nachteilen für die Bürger und Nachteilen für die Behörden unterschieden werden.

### Nachteile für Bürger
Wesentliche Befürchtungen der Bürger betreffen den Datenschutz: Es wird befürchtet, die Privatsphäre der Menschen würde nicht genug geschützt werden und der Bürger würde somit zum gläsernen Menschen werden. Des Weiteren würde die Kommunikation zwischen Behörde und Bürger unpersönlicher werden, dem Bürger würde ein persönlicher Ansprechpartner fehlen.
Im Rahmen der Online-Durchsuchung besteht, insbesondere wenn beim E-Government proprietäre Software an die Bürger verteilt wird, wie dies beim ELSTER-Verfahren der Fall ist, die Gefahr, dass durch den Staat auf den PCs der Bürger Trojaner-Software installiert wird. Laut einer Presseerklärung von August 2007 des Bayerischen Beauftragten für den Datenschutz sind derartige Bedenken in der Bevölkerung zu befürchten.
Auch stellen sich Probleme für Personen ohne PC oder PC-Kenntnisse dar.

### Nachteile für Behörden
Ein Nachteil für die Behörden wäre der zusätzliche Sicherheitsaufwand. Zum Schutz der Daten und somit der Privatsphäre der Menschen müssten Sicherheitsmaßnahmen ergriffen werden, was mit zusätzlichen Kosten verbunden wäre.
Ein weiterer Nachteil wäre die Abhängigkeit von dem verwendeten System.

## Interaktionsebenen
Man unterscheidet folgende Interaktionsebenen im E-Government:
1. Information: Bereitstellung von Informationen, etwa auf der Webpräsenz einer Behörde.
2. Kommunikation: Möglichkeiten zum Austausch und interaktiven Abruf von Informationen.
3. Transaktion: Eigentliche Durchführung von Dienstleistungen, etwa per PIN/TAN-Verfahren.
4. Integration: Zusammenführung der Leistungen, unabhängig von welchen Behörden diese erbracht werden.

## Absender und Adressaten
Die enorme Bandbreite von E-Government-Diensten kann auf Basis der Absender und Empfänger sinnvoll unterschieden und eingeteilt werden. Als staatliche Absender werden unterteilt:
- Europäische Union
- Bund
- Länder
- Kommunen

Die Adressaten von E-Government-Diensten lassen sich unterteilen in:
- Bürger → Government to Citizen (G2C)
- Unternehmen → Government to Business (G2B)
- Staatliche Einrichtungen untereinander → Government to Government (G2G)

Weiterhin ließe sich unterscheiden, inwieweit ein E-Government-Dienst eine Außenwirkung besitzt, sprich sich an Bürger, Unternehmen oder andere Verwaltungen richtet, oder aber eine Innenwirkung, und damit der elektronischen Information, Kommunikation, Transaktion oder Integration innerhalb einer Behörde dient.

## Anwendung und Forschung
E-Government ist ein wichtiger Bereich der Wissenschaft Verwaltungsinformatik. Dabei geht es zum einen um den technischen Aspekt, zumeist die Bereitstellung entsprechender Softwarelösungen. Besonders ist in diesem Zusammenhang auf die erhöhte
Datensicherheit und die Möglichkeit der Archivierung und Nachverfolgung von Vorgängen zu achten. Gerade die oben angesprochene Umsetzung der elektronischen Unterschrift ist ein umstrittenes, aber diskussionswürdiges Gebiet. Ein weiterer Aspekt ist die Schaffung von Interoperabilität zwischen Institutionen, Einrichtungen, Ländern und Staaten innerhalb von Europa (E-Government-Aktionsplan, dabei auch der Europäische Interoperabilitätsrahmen). Bei aktuellen Projekten (beispielsweise R4eGov, eGovRTD2020, DEMO net, BRITE, RafEG, SAGA, eLoGo) geht es u. a. um die Harmonisierung von Begrifflichkeiten, die Anpassung von Systemen und die einhergehende Schaffung von Interoperabilität. Um die Ergebnisse dieser Arbeit auf europäischer Ebene weiter auszubauen, hat die EU das Zentrum für semantische Interoperabilität ins Leben gerufen (Semantic Interoperability Centre Europe, kurz: SEMIC.EU). Die Förderung der Projekte durch die EU macht den Umfang dieser Bestrebungen deutlich. Ein weiterer Bereich, der erforscht wird, ist die Bereitschaft zur Nutzung von E-Government. Von besonderem Interesse ist die Erhöhung der Beteiligung von sozial schwachen Gruppen. Zu diesem Zweck wird die multinationale ELOST-Studie (eGovernment for low socio-economic status groups) zu den politischen Plänen und Strategien bezüglich der Einführung von E-Government-Angeboten für sozial Schwache durchgeführt, die durch die EU gefördert wird.
Im Rahmen der Forschung wird zudem diskutiert, inwieweit spezifische Technologien einen Nutzen im Sinne des E-Government stiften können. Dies kann die Blockchain-Technologie sein, Augmented Reality, Künstliche Intelligenz oder das Themengebiet Internet der Dinge. Ein weiteres breit diskutiertes Themenfeld ist das sogenannte Mobile Government, welches im Allgemeinen die Abwicklung von E-Government-Diensten mittels mobiler internetfähiger Endgeräte, wie Smartphones oder Tablets, meint. Entsprechende Technologien oder Anwendungen stiften dabei jedoch nicht per se einen Nutzen infolge ihrer Einführung, vielmehr ist stets im Einzelfall zu prüfen, inwieweit ein Verwaltungsprozess beispielsweise die Eignung zur Unterstützung durch entsprechende Technologien besitzt, ein Mehrwert zu erwarten ist und inwieweit dieser Realisierungsaufwand im Verhältnis zum Mehrwert steht. Teilweise stellt die Forschung bereits entsprechende Methoden zur Anwendung bereit. Im Umfeld des Mobile Government ist beispielsweise der Leitfaden des ISPRAT e. V. zur Identifizierung von Mobilisierungspotenzialen von Verwaltungsprozessen zu nennen.
Die Europäische Union führt jährlich eine Untersuchung des E-Government-Angebots in den einzelnen EU-Mitgliedstaaten durch. Beim E-Government Benchmark Report 2019 liegt Deutschland dabei im letzten Drittel des Vergleichs - sowohl bei der Anzahl der E-Government-Angebote als auch bei deren Erreichbarkeit und Benutzerfreundlichkeit. Als westliches, reiches Land bleibe Deutschland somit hinter seinen Möglichkeiten zurück, heißt es dort. Unveränderter Spitzenreiter beim Thema E-Government ist Österreich.
Einen Überblick über die aktuelle E-Government-Situation aus Bürgersicht in der D-A-CH Region liefert die seit 2010 jährlich durchgeführte Studie eGovernment MONITOR der Initiative D21 und des Institute for Public Information Management. Dabei werden insbesondere die Akzeptanz, Nutzung und Zufriedenheit sowie Treiber und Barrieren für die Nutzung von digitalen Verwaltungsangeboten evaluiert. Die aktuelle Studie wurde am 27. September 2016 veröffentlicht.
Die Lebenslagenbefragung 2019 des Statistischen Bundesamtes zeigte, dass die Deutschen mit dem Thema Digitalisierung von allen abgefragten Bereichen am stärksten unzufrieden sind.
Einmal im Jahr werden in Deutschland Forschungsergebnisse im Bereich des E-Governments auf der MEMO Tagung an der Universität Münster vorgestellt. Die von der Universität Münster, dem Deutschen Städte- und Gemeindebund und dem Deutschen Landkreistag veranstaltete Tagung forciert den Wissensaustausch zwischen Behörden, Forschung und Wirtschaft und befriedigt so die steigende Nachfrage nach fundierten Methoden der Verwaltungsmodernisierung.

## E-Government in Europa
Der Digital Economy and Society Index gilt als Vergleich bei der Digitalisierung europäischer Staaten, da dieser die allgemeine Leistung Europas im Bereich der Digitalisierung und die Fortschritte der EU-Mitgliedstaaten bei der digitalen Wettbewerbsfähigkeit abbildet.

## E-Government in Deutschland
Rechtliche Grundlage ist in Deutschland für Bundesbehörden das Gesetz zur Förderung der elektronischen Verwaltung (EGovG). Auf Ebene der Bundesländer gibt es z. T. eigene E-Government Gesetze.

### Soziokulturell
Die Einführung von E-Government in Deutschland wird zurzeit erschwert durch fehlende Nutzerakzeptanz und heterogene Informations- und Kommunikationstechnik (Software, Hardware, Netzzugang) sowie durch Nutzer-Gruppenbildung, bestimmt durch Alter, Einkommen, Bildung und Wohnort.

### Organisatorisch
Eine erfolgreiche Einführung von E-Government setzt eine angepasste Aufbau- und Ablauforganisation innerhalb der Verwaltungen voraus. Aufgrund der heute engen Verflechtung von Organisationsfragen mit der IT-Dimension kann E-Government auch als Querschnittsdisziplin definiert werden, die an der Schnittstelle von Informationstechnologie und Organisationsgestaltung arbeitet.
Es hat sich gezeigt, dass insbesondere eine funktionale Gliederung E-Government behindert, während Prozessorientierung förderlich ist.

### Rechtlich
Zur Einführung von E-Government müssen aber auch rechtliche Grundlagen geschaffen werden. Dazu dient unter anderem das im August 2017 in Kraft getretene Onlinezugangsgesetz, mit dem sich der deutsche Staat im E-Government zur Digitalisierung verpflichtet hat, bis spätestens zum Jahr 2022 die 575 Verwaltungsleistungen auch elektronisch über Verwaltungsportale anzubieten.
Am 20. Januar 2023 wurde der Referentenentwurf zum OZG 2.0 veröffentlicht. Am 26. Mai 2023 kam der Regierungsentwurf als Bundestags-Drucksache 20/8093 und als Bundesrats-Drucksache 226/23 ins Gesetzgebungsverfahren. Am 24. Juli 2024 wurde das Gesetz zur Änderung des Onlinezugangsgesetzes sowie weiterer Vorschriften zur Digitalisierung der Verwaltung (OZG-Änderungsgesetz - OZGÄndG) im Bundesgesetzblatt veröffentlicht.
Strenge Formvorschriften (beispielsweise Zwang zur Unterschrift statt elektronischer Signaturen), strenger Datenschutz und ein starres Dienstrecht schränken die Möglichkeiten des E-Governments ein. Zur Vermeidung dieser Einschränkungen wurden im Rahmen des Normenscreenings alle Rechtsvorschriften des Bundes darauf hin geprüft, ob Schriftform und persönliches Erscheinen verzichtbar oder durch andere Formen ersetzbar ist.
Auch die Staatsform spielt eine Rolle. In Bundesstaaten entstehen häufig inkompatible Insellösungen, oder unnötige Mehrfachentwicklung in einzelnen Verwaltungen findet parallel statt. Zudem ist die Vermarktung der E-Government-Dienstleistungen wirksamer, wenn sie zentral organisiert wird.
Um den Prozess der Verwaltungsdigitalisierung zu verbessern, ist eine Neuausrichtung des Onlinezugangsgesetzes geplant. Hier sollen neben einem einfacheren länderübergreifenden Datenaustausch auch die Belange der Kommunen stärker berücksichtigt werden. Diese nehmen bei der Umsetzung des E-Governments eine zentrale Rolle ein. Außerdem wird die Umsetzungsfrist gestrichen: Digitalisierung der Verwaltung soll künftig als Daueraufgabe verstanden werden.
Das OZG 2.0 (=OZG-Änderungsgesetz - OZGÄndG vom 24. Juli 2024) enthält nach Beschreibung des Bundesinnenministerium folgende zentralen Punkte, die die digitale Verwaltung erleichtern sollen:
1. Der Bund stellt zukünftig ein zentrales digitales Bürgerkonto bereit: Die BundID wird zum deutschlandweiten Angebot und weiterentwickelt zur DeutschlandID. Bürgerinnen und Bürger können sich über die Online-Ausweisfunktion ihres Personalausweises (eID) oder mit dem ElsterZertifikat identifizieren und auf ihr Bürgerkonto zugreifen. Über das zentrale Postfach kann die gesamte Kommunikation mit der Verwaltung sicher und digital erledigt werden – vom Antrag bis zum Bescheid.
2. Der Zugang zu digitalen Verwaltungsleistungen wird unkomplizierter, indem der Online-Ausweis nicht mehr bei jeder Anmeldung zum Einsatz kommen muss. Zukünftig soll, sobald eine Erstidentifizierung mit der eID erfolgt ist, die spätere Authentisierung auch mit niedrigschwelligen Authentisierungsmitteln möglich sein.
3. Mit dem verbindlichen Once-Only-Prinzip wird die „Zettelwirtschaft“ abgeschafft: Bereits vorhandene Nachweise wie z. B. eine Geburtsurkunde können mit Einverständnis des Antragstellers digital bei den zuständigen Behörden und Registern abgerufen werden.
4. Digitale Anträge ersetzen künftig die Papierform, wo immer das möglich ist. Statt analog einen Antrag mit Unterschrift stellen zu müssen, spart digitale, rechtssichere Lösung den Weg zum Amt. Damit Online-Anträge für alle gleichermaßen zugänglich sind, werden Nutzungsfreundlichkeit und Barrierefreiheit im Gesetz verankert.
5. Das Datenschutzcockpit wird zum umfassenden Transparenz- und Steuerungswerkzeug für Nutzerinnen und Nutzer ausgebaut. Zukünftig soll dort einsehbar sein, wenn eine Datenübermittlung zwischen öffentlichen Stellen stattgefunden hat. Das steigert die Transparenz.
6. Bürgerinnen und Bürger haben künftig ein Recht auf digitale Verwaltung bei Bundesleistungen. Sie können von einem Rechtsanspruch auf einen elektronischen Zugang zu Verwaltungsleistungen des Bundes Gebrauch machen. Dieser gilt nach Ablauf von vier Jahren nach Gesetzesverkündung.

### Technisch
Medienbrüche durch heterogene Informations- und Kommunikationstechnologien sowie ein mangelnder Fokus auf User Experiences behindern die Effizienz von E-Government. Ebenso erschweren teilweise hohe Kosten die Einführung notwendiger technischer Lösungen. Das Nichtvorhandensein notwendiger Techniken birgt die Gefahr, Potenziale möglicher Dienstleistungen nicht ausreichend zu erkennen. Techniken werden wegen der Unterschätzung der Potenziale nicht angeschafft.
Die Verwaltungsinformatik, die sich seit etwa 2001 als eigenständiges Teilgebiet der Wirtschaftsinformatik etabliert hat, bietet hier Lösungsansätze. Moderne Forschungsthemen wie der Einsatz von Künstlicher Intelligenz (KI) gewinnen zunehmend an Bedeutung und werden weiterentwickelt.

### Wirtschaftlich
Ein für Politik, öffentliche Verwaltung und den Bürger als Steuerzahler erhebliches Thema ist die Wirtschaftlichkeit von E-Government. Studien auf kommunaler Ebene belegen, dass nur 13 Prozent der deutschen Kommunen die Wirtschaftlichkeit ihrer IT-/E-Government-Vorhaben systematisch ermitteln.
Einige Methoden zur Wirtschaftlichkeitsanalyse sind zum Beispiel eGOV-Rechner, Standardkostenmodell (SKM) und Wirtschaftlichkeitsbetrachtungen (WiBe).

## E-Government in Österreich
Die wichtigsten e-Government-Anwendungen in Österreich sind:
- HELP.gv.at
- FinanzOnline
- die Bürgerkarte bzw. ID Austria
- das Rechtsinformationssystem (RIS)
- die behördlichen Zustelldienste
- das Unternehmensserviceportal (USP)
- und das elektronische Fundamt.

2019 wurde die mobile App „Digitales Amt“ und die Plattform Oesterreich.gv.at vorgestellt. Diese sollen künftig als zentrale Anlaufstelle für die digitale Verwaltung dienen.

## E-Government in der Schweiz
In der Schweiz werden verschiedene e-Government-Anwendungen und Dienstleistungsplattformen durch Behörden betrieben. Rechtliche Grundlage dafür bildet die bundesrätliche Strategie Digitale Schweiz sowie die e-Government-Strategie des Bundesrates. Umsetzungsziele von E-Government Schweiz sind u. a.:
- ch.ch – die Informationsplattform der Bundesbehörden
- EasyGov.swiss – der Online-Schalter für Unternehmen
- KMU-Portal – Infos für kleinere und mittlere Unternehmen[30]
- eUmzugCH – Wohnortwechsel elektronisch melden[31]
- opendata.swiss – OGD-Strategie Schweiz 2019–2023
- Elektronische Identität (E-ID)
- elektronische Signatur

Weiter war es bis Anfang 2019 in zehn Kantonen möglich, elektronisch an Wahlen und Abstimmungen teilzunehmen. Diese Möglichkeit gibt es derzeit nicht mehr, die Bundeskanzlei prüft bis Ende 2020 mit den Kantonen eine Neuausrichtung des Versuchsbetriebs.

## E-Government in Tschechien
Ein sog. „Elektronischer Briefkasten“ (tschechisch: Datová schránka) zur Kommunikation zwischen und mit Behörden wurde im Land per Gesetz Nr.: 300/2008 Sb. ab dem Jahr 2009 für alle (natürliche und juristische Personen) eingeführt. Ab 2015 ist die Verwendung für juristische Personen verpflichtend und deren Nichtverwendung wird sanktioniert. Zwar wurde auch allen Bürgern (natürliche Personen) des Landes ein Elektronischer Briefkasten eingerichtet, die Verwendung durch Privatpersonen ist aber noch freiwillig.

## E-Government in Frankreich
In Frankreich ist die Behörden-Korrespondenz per E-Mail bereits der Normalzustand. Die Mehrzahl der Behördenangelegenheiten kann per E-Mail oder über Webschnittstellen einzelner Servicebereiche erledigt werden. Ein Gesetz sieht die stufenweise zwangsweise Akzeptanz von E-Mails für Unternehmen (kleinere erst ab 2020) vor.

## E-Government in Slowenien
Slowenien verfügt seit 2001 über das staatliche Portal 'e-Uprava', welches unter anderem elektronische Informations-Dienstleistungen anbietet. Das Ziel sei es, den Bürgern die Zusammenarbeit mit der Regierung zu erleichtern. Es werden Angebote von Ehe-Formularen bis hin zu einem Straftatenregister in einer Übersicht auf dieser Website angezeigt. Voraussetzung ist das Erstellen einer Digital Identity, welche zuvor von Mitarbeitern der Regierung bestätigt werden muss.
Das Slowenische eGovernment beruht auf den folgenden Komponenten:
- Das E-Government-Portal e-Uprava ist ein Instrument für alle Besucher, die sich über Slowenien informieren möchten und Informationen über die öffentliche Verwaltung und den privaten Sektor suchen. Es bietet Informationen und elektronische Dienste mit sichtbaren Ergebnissen, die zu weiteren Arbeiten in diesem Bereich ermutigen.
- Das eVEM-Portal umfasst die Bereiche Government to Business (G2B) und Government to Government (G2G) und wurde 2005 eingerichtet, um unabhängigen Unternehmern die erforderlichen Steuerdaten online zur Verfügung zu stellen. Das Portal erhielt internationale Anerkennung bei den United Nations Public Service Awards 2007 und belegte den zweiten Platz unter den Bewerbungen anderer europäischer Länder.
- Das Portal e-SJU („elektronische Dienste der öffentlichen Verwaltung“), das die meisten Verwaltungsformulare in elektronischer Form zur Verfügung stellen soll.

Neue Entwicklungen
Das wichtigste E-Government-Portal in Slowenien, eUprava, wurde 2015 erneuert. Es erhielt eine vollständige Neugestaltung der Systemarchitektur und der Benutzerfreundlichkeit. Dabei wurden die Grundsätze der modernen Website-Gestaltung befolgt - Einfachheit, Reaktionsfähigkeit und Nutzerorientierung. Die Bürgerinnen und Bürger können über das Portal auf rund 250 Behördendienste sowie auf ihre persönlichen Daten aus verschiedenen öffentlichen Registern zugreifen. Im Jahr 2017 wurde die slowenische E-Government-Infrastruktur mit der Einführung von eZdravje (eHealth), das als „One Stop Shop für eHealth“ bezeichnet wird, weiter ausgebaut. Die Nutzer können über das Portal ihre Daten in verschiedenen eHealth-Datenbanken einsehen, ihre verschriebenen und abgegebenen Medikamente überprüfen, Informationen über Wartezeiten abrufen und elektronisch ausgestellte Überweisungen an spezialisierte Ärzte erhalten.